# Каннський кінофестиваль 1954
7-й Каннський міжнародний кінофестиваль відбувся з 25 березня по 4 квітня у Каннах, Франція. У конкурсній програмі взяли участь 43 повнометражні фільми та 51 короткометражка. Фестиваль було відкрито показом фільму Велика гра режисера Роберта Сьодмака.

## Журі

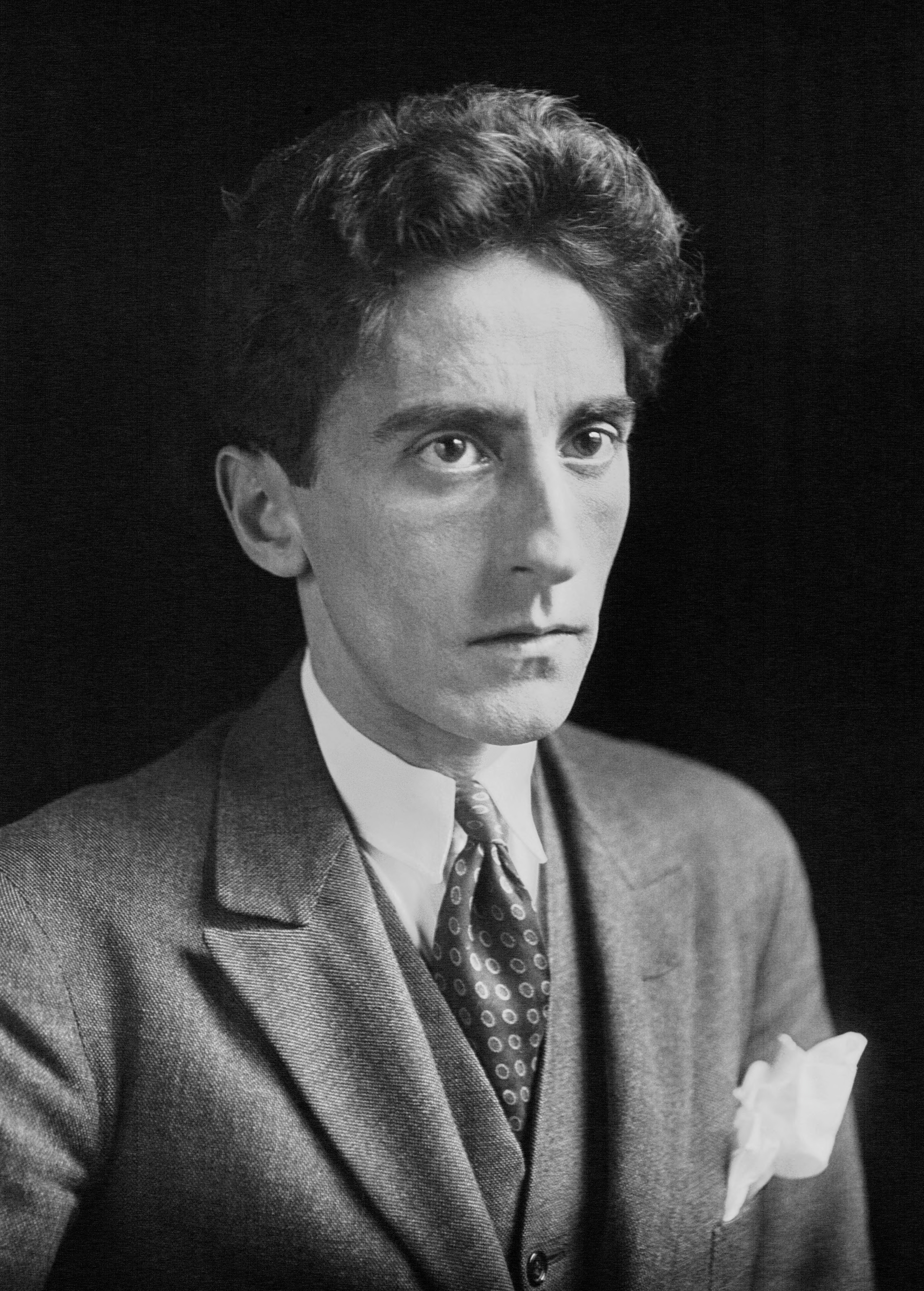
Жан Кокто, голова журі 7-го Каннського кінофестивалю

- Жан Кокто — Голова журі; письменник, режисер,  Франція
- Жан Оранш,  Франція
- Андре Базен,  Франція
- Луїс Бунюель
- Анрі Калеф,  Франція
- Гай Дессон,  Франція
- Філіп Ерланже,  Франція
- Мішель Фурре-Кормере,  Франція
- Жак-П'єр Фрогера,  Франція
- Жак Ібер,  Франція
- Жорж Ламусс,  Франція
- Андре Лан,  Франція
- Ноель-Ноель,  Франція
- Жорж Рагус,  Франція
- Астрід Геннінг-Єнсен,  Данія
- Альбер Ламоріс,  Франція
- Жан Кеваль,  Франція
- Жан Тедеско,  Франція
- Жан Віві,  Франція

## Фільми-учасники конкурсної програми
Повнометражні фільми
| Фільм                           | Назва мовою оригіналу             | Режисер                             | Країна            |
| ------------------------------- | --------------------------------- | ----------------------------------- | ----------------- |
| Боротьба в долині               | صراع في الوادي / Sira` Fi al-Wadi | Юсеф Шахін                          | Єгипет            |
| Брудна вода                     | にごりえ / Nigorie                | Тадасі Імаї                         | Японія            |
| Велика гра                      | Le Grand Jeu                      | Роберт Сьодмак                      | Італія Франція    |
| Велика пригода                  | Det Stora Ädventyret              | Арне Суксдорф                       | Швеція            |
| Великий воїн Албанії Скандербег | Великий воин Албании Скандербег   | Сергій Юткевич                      | СРСР              |
| Відтепер і в повіки віків       | From Here to Eternity             | Фред Циннеманн                      | США               |
| Ворота пекла                    | 地獄門 / Jigokumon                | Тейноске Кінугаса                   | Японія            |
| Все можливо у Гранаді           | Todo es posible en Granada        | Хосе Луїс Саенс де Ередія           | Іспанія           |
| Гімн моря                       | O Canto do Mar                    | Альберто Кавальканті                | Бразилія          |
| Гола Амазонка                   | Feitiço do Amazonas               | Зигмунт Сулістровський              | Бразилія          |
| Два бігха землі                 | दो बीघा ज़मीन / Do Bigha Zamin         | Бімал Рой                           | Індія             |
| Доля Марини                     | Судьба Марины                     | Ісаак Шмарук та Віктор Івченко      | УРСР              |
| Жива пустеля                    | The Living Desert                 | Волт Дісней та Джеймс Елгар         | США               |
| Загублений хлопчик              | Little Boy Lost                   | Джордж Сітон                        | США               |
| Комедіанти                      | Komedianti                        | Владімір Влчек                      | Чехословаччина    |
| Коміки                          | Cómicos                           | Хуан Антоніо Бардем                 | Іспанія Аргентина |
| Кораловий риф                   | Beneath the 12-Mile Reef          | Роберт Д. Вебб                      | США               |
| Кров і ліхтарі                  | Sangre y luces                    | Жорж Рук'є та Рікардо Муньос Суай   | Іспанія Франція   |
| Лицарі круглого столу           | Knights of the Round Table        | Річард Торп                         | США               |
| Любовний лист                   | 恋文 / Koibumi                    | Кінує Танака                        | Японія            |
| Людина Африки                   | Man of Africa                     | Сиріл Франкель                      | Велика Британія   |
| Маддалена                       | Maddalena                         | Аугусто Дженіна                     | Італія Франція    |
| Майстри російського балету      | Мастера русского балета           | Герберт Раппапорт                   | СРСР              |
| Маленькі викрадачі              | The Little Kidnappers             | Філіп Лікок                         | Велика Британія   |
| Малий гріш                      | Kiskrajcár                        | Мартон Келеті                       | Угорщина          |
| Маюрпанх                        | Mayurpankh                        | Кішор Саху                          | Індія             |
| Монстр                          | الوحش‎ / El Wahsh                  | Салах Абусейф                       | Єгипет            |
| Мосьє Ріпуа                     | Monsieur Ripois                   | Рене Клеман                         | Франція           |
| Мученик Голгофи                 | El Mártir del Calvario            | Мігель Морайта                      | Мексика           |
| Неаполітанська карусель         | Carosello napoletano              | Етторе Джанніні                     | Італія            |
| Останній міст                   | Die Letzte Brücke                 | Гельмут Койтнер                     | Австрія СФРЮ      |
| Перед потопом                   | Avant le déluge                   | Андре Каятт                         | Франція Італія    |
| Повість про бідних закоханих    | Cronache di poveri amanti         | Карло Ліццані                       | Італія            |
| Поки ти зі мною                 | Solange Du da bist                | Гаральд Браун                       | ФРН               |
| П'ятеро з вулиці Барської       | Piatka z ulicy Barskiej           | Олександр Форд                      | Польща            |
| Севільський авантюрист          | Aventuras del barbero de Sevilla  | Ладіслао Вайда                      | Іспанія           |
| Спогади мексиканця              | Memorias de un Mexicano           | Сальвадор Тоскано та Кармен Тоскано | Мексика           |
| Хліб любові                     | Bread of Love                     | Арне Маттсон                        | Швеція            |
| Хлопчик і туман                 | El Niño y la niebla               | Роберто Гавальдон                   | Мексика           |
| Цирк Фанданго                   | Circus Fandango                   | Арне Скоуен                         | Норвегія          |
| Щастя в Афінах                  | Kyriakatiko xypnima               | Міхаліс Какоянніс                   | Греція            |
| Якби моя земля говорила         | Si mis campos hablaran            | Хосе Бор                            | Чилі              |
|                                 | Pamposh                           | Езра Мір                            | Індія             |

## Нагороди
- Великий приз фестивалю:
  - Ворота пекла, режисер Тейноске Кінугаса
- Особливий приз журі:
  - Мосьє Ріпуа, режисер Рене Клеман

- Міжнародний приз:
  - Перед потопом, режисер Андре Каятт
  - Неаполітанська карусель, режисер Етторе Джанніні
  - Повість про бідних закоханих, режисер Карло Ліццані
  - Два бігха землі, режисер Бімал Рой
  - П'ятеро з вулиці Барської, режисер Александр Форд
  - Останній міст, режисер Гельмут Койтнер
  - Жива пустеля, режисер Джеймс Елгар
  - Велика пригода, режисер Арне Суксдорф
  - Великий воїн Албанії Скандербег, режисер Сергій Юткевич

- Особлива згадка
  - Жива пустеля
  - Перед потопом
  - Велика пригода
  - Великий воїн Албанії Скандербег
  - Останній міст
  - П'ятеро з вулиці Барської

- Спеціальна нагорода
  - Відтепер і в повіки віків, режисер Фред Циннеманн

- Приз журі за короткометражний фільм
  - O Sklenicku Vic, режисер Бретіслав Пойяр

- Найкращий фантастико-поетичний фільм
  - Сад насолод, режисер Джеймс Бротон

- Приз Міжнародної Католицької організації в області кіно (OCIC)
  - Останній міст, режисер Гельмут Койтнер